# 청춘 SEISYuN
《青春 SEISYuN》은 2007년 11월 28일 발매된 TOKIO의 38번째의 싱글이다.

## 설명
- TOKIO가 싱글로는 레이블 유니버설 뮤직 재팬에서 발매한 마지막 싱글이다. 다음 싱글부터는 레이블을 이적하여 제이스톰에서 발매한다.
- 멤버 나가세 토모야 주연의 TBS 금요드라마 《가희》의 주제곡으로 타이업되었다. 2006년부터 시작한 가요 록을 테마로 한 4번째 싱글이다. 예정 발매일은 11월 21일이었지만, 같은 쟈니스 사무소 후배 그룹인 KAT-TUN의 《Keep the faith》과 발매일과 겹쳐 한 주 뒤인 11월 28일로 변경하여 발매하였다.
- 제58회 NHK 홍백가합전 출전곡이다.
- 〈青春 SEISYuN〉의 PV는 영화 감독의 카네코 슌스케이다.

## 발매타입
- 통상반
- 통상반 - 첫회반
- 첫회반 A : CD+DVD
- 첫회반 B : CD+DVD

## 수록곡

### 통상반
1. 青春 SEISYuN
  - 작사·작곡: 나가후치 츠요시 / 편곡 : 후나야마 모토무
2. キマジメ
  - 작사·작곡 : 코다맛쿠스 / 편곡:KAM
3. Stardust Lover Orchestra
  - 작사·작곡 : TAKESHI / 편곡 : TAKESHI·쿠메 야스타카
4. 青春 SEISYuN (Backing Track)

- 통상반 첫회반 : TOKIO 오리지널 포켓 사이즈 달력 2008을 두 가지 종류로 랜덤으로 봉입하였다.

### 첫회반 A
1. 青春 SEISYuN
2. キマジメ

- 青春 SEISYuN Video Clip∼Complete version∼ DVD 부착

### 첫회반 B
1. 青春 SEISYuN
2. キマジメ

- 青春 SEISYuN Making of Video Clip 부착